# Barrio la Mesa Rioyos Buenavista
Barrio la Mesa Rioyos Buenavista är en ort i kommunen San Felipe del Progreso i delstaten Mexiko i Mexiko. Samhället hade 1 137 invånare vid folkräkningen 2020.